# Батов, Павел Иванович
Па́вел Ива́нович Ба́тов (20 мая (1 июня) 1897 года, деревня Фелисово, Рыбинский уезд, Ярославская губерния, ныне село, Рыбинский район, Ярославская область — 19 апреля 1985 года, Москва) — советский военачальник, Дважды Герой Советского Союза (30 октября 1943 года, 2 июня 1945 года). Генерал армии (10 марта 1955 года).
Депутат Верховного Совета СССР 1, 2, 4-6-го созывов.

## Начальная биография

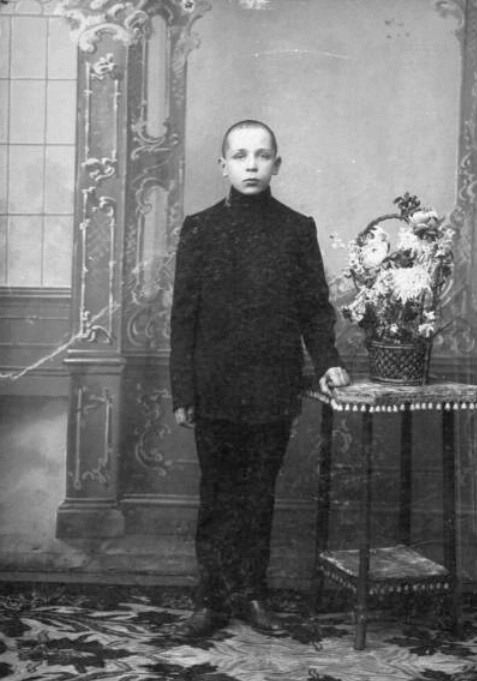
Павел Батов в детстве, 1910—1913 гг.

Павел Иванович Батов родился 20 мая (1 июня) 1897 года в деревне Фелисово Рыбинского уезда Ярославской губернии Российской империи ныне Рыбинского района Ярославской области России в бедной крестьянской семье.
Окончил двухклассную сельскую начальную школу и отправился на заработки в Петербург.
С 13 лет жил в Санкт-Петербурге, где нанялся на работу в торговый дом братьев Леоновых, а затем работал грузчиком и разносчиком покупок-заказов по квартирам состоятельных горожан, а также занимался самообразованием. Экстерном сдал экзамены за 6 классов.

## Военная служба

### Первая мировая и гражданская войны
В ноябре 1915 года, по достижении 18 лет, добровольцем был призван в ряды Русской императорской армии и направлен в лейб-гвардии 3-й стрелковый полк гвардейской стрелковой бригады, при котором окончил учебную команду. Батов обладал низким ростом, так что офицер, принимавший добровольцев, принял его за ребёнка и начал отговаривать, но Батов настоял на своём.
С 1916 года принимал участие в боевых действиях Первой мировой войны на Северном фронте, находясь на должности командира отделения разведчиков. За отличие в боях награждён двумя Георгиевскими крестами и двумя медалями. Осенью 1916 года был ранен, после чего был направлен в Петроград на лечение.

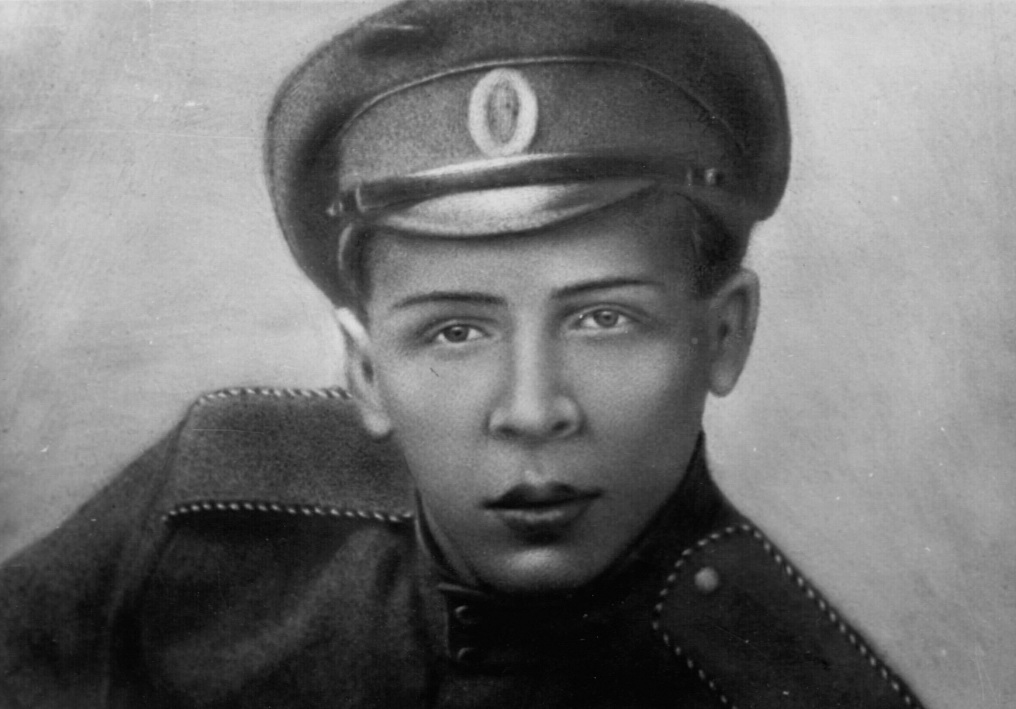
П. И. Батов в царской армии, 1916 год

В 1917 году окончил команду по подготовке во 2-ю Петергофскую школу прапорщиков. В том же году был демобилизован из рядов Русской императорской армии в звании младшего унтер-офицера, не успев получить офицерские погоны.
В августе 1918 года был призван в ряды Красной Армии. Участник гражданской войны в России. Служил помощником командира пулемётного взвода 1-го Советского стрелкового полка, с октября 1918 — помощником военного руководителя по маршевым формировании при Рыбинском военкомате, с октября 1919 — помощником военного руководителя Резерва командного и начальствующего состава Московского военного округа. Принимал участие в подавлении антисоветских выступлений и мятежей в Рыбинске, Ярославле и Пошехонье.
С ноября 1919 года служил на должностях помощника командира и командира стрелковой роты Рыбинского караульного батальона. С мая 1920 года — командир роты и командир батальона 320-го стрелкового полка в Московской Пролетарской стрелковой дивизии.

### Межвоенное время
После окончания Гражданской войны Павел Иванович Батов продолжал командовать батальоном в Московской Пролетарской стрелковой дивизии. С января 1922 — командир стрелковых батальонов в 157-м и в 52-м стрелковых полках, адъютант батальона и начальник полковой школы в 18-й стрелковой дивизии Московского военного округа (Ярославль).
В 1927 году окончил Стрелково-тактические курсы «Выстрел» имени Коминтерна. После их окончания продолжил службу в 18-й стрелковой дивизии. В 1929 году вступил в ВКП(б). В январе 1931 года назначен на должность начальника штаба 52-го стрелкового полка в этой дивизии.
В январе 1934 года — командир 3-го стрелкового полка в Московской Пролетарской стрелковой дивизии. Будущий генерал-полковник и Герой Советского Союза Г. В. Бакланов, служивший в то время под командованием Батова, в своих воспоминаниях признавал, что последний повлиял на выбор им профессии. 

А тогда, когда выбором профессии я решил свою судьбу, понять это, так сказать, теоретически, умозрительно помог не кто иной, как Павел Иванович Батов. Именно он в первый год моей службы в Московской Пролетарской дивизии, часто привлекая меня к штабной работе, раскрыл мне высокий и благородный смысл деятельности кадрового командира, военной профессии.
С декабря 1936 по август 1937 года под псевдонимом Пабло Фриц находился в командировке в Испании, где на стороне республиканцев принимал участие в борьбе против франкистских мятежников, был тяжело ранен. Занимал должность военного советника в 12-й Интернациональной бригаде под командованием Мате Залки, а затем — должность советника командующего войсками Теруэльского фронта. По воспоминаниям Батова, в ходе одной из рекогносцировок он был ранен и потерял много крови. После возвращения из Испании Батов был награждён орденами Ленина и Красного Знамени и в августе 1937 года был назначен на должность командира 10-го стрелкового корпуса, а в августе 1938 года — на должность командира 3-го стрелкового корпуса. В этой должности принимал участие в Польском походе РККА в сентябре 1939 года, а также в советско-финской войне.
6 марта 1940 года был назначен командиром Особого стрелкового корпуса, действовавшего в составе 9-й армии, в апреле 1940 года — на должность заместителя командующего войсками Закавказского военного округа, в ноябре 1940 года — на должность командира 9-го особого стрелкового корпуса в Крыму, а 20 июня 1941 года — одновременно на должность командующего сухопутными войсками в Крыму.

### Великая Отечественная война
С началом войны Батов, в соответствии с указаниями Ставки ВГК, организовал противодесантную оборону Крымского полуострова. Решением Ставки ВГК от 14 августа 1941 года на базе 9-го стрелкового корпуса под командованием Батова была создана 51-я Отдельная армия, командующим которой был назначен генерал-полковник Ф. И. Кузнецов, а П. И. Батов — его заместителем.
Во второй половине сентября, когда передовые части 11-й армии противника подошли с севера к Крыму, по решению Ф. И. Кузнецова Батов возглавил оперативную группу для нанесения контрударов, после чего руководил действиями войск при отражении попыток немецких войск прорваться в Крым через Перекопский перешеек.
С 19 ноября по декабрь 1941 года командовал 51-й Отдельной армией, одновременно являясь заместителем командующего обороной Крыма вице-адмирала Г. И. Левченко по сухопутным войскам. Руководил подготовкой армии к Керченско-Феодосийской десантной операции.
В конце декабря 1941 года после гибели П. С. Пшенникова Батов был назначен на должность командующего 3-й армией Брянского фронта, состоящей в это время из пяти стрелковых дивизий и занимавшей оборону восточнее Орла на рубеже реки Зуша. С января по февраль 1942 года по приказу командующего Брянским фронтом Я. Т. Черевиченко 3-я армия предприняла ряд наступательных операций, однако из-за понесённых больших потерь успеха не добилась. В своих воспоминаниях Батов пишет об этом периоде: 

Это было трудное время, с нравственной стороны может быть не менее трудное, чем в дни обороны Крыма. Долг солдата — выполнять приказ. Однако чувство долга заставляло в данном случае протестовать. Наши отношения с Черевиченко стали натянутыми.
В феврале 1942 года Павел Иванович Батов был освобождён от должности командующего 3-й армией и назначен исполняющим обязанности помощника командующего Брянским фронтом по формированиям. В сентябре того же года был утверждён в этой должности. Из-за отсутствия других источников пополнения в задачу Батова входила проверка фронтовых тылов для выявления возможности пополнения боевых подразделений, в результате чего в тылах фронта, армий и дивизий было собрано несколько тысяч бойцов, которые без ущерба для тыловых служб могли быть направлены в боевые порядки.

#### Сталинградская битва

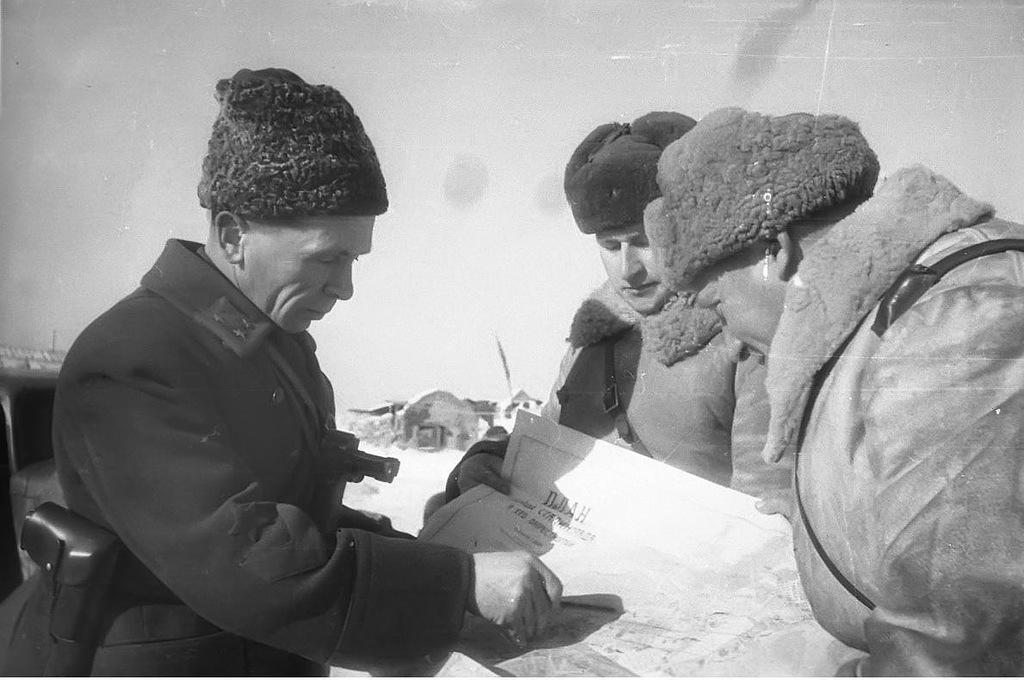
Командующий 65-й армией Донского фронта генерал-лейтенант П. И. Батов с офицерами в районе Сталинграда. Зима 1942-1943 годов.

Осенью 1942 года на юго-западном направлении разгорелась Сталинградская битва, и 30 сентября здесь был образован Донской фронт под командованием генерал-лейтенанта К. К. Рокоссовского, по ходатайству которого Батов был назначен на должность командующего 4-й танковой армией, вошедшей в состав нового фронта. Принял командование 14 октября. К этому времени армия занимала оборону протяжённостью 80 км на малой излучине Дона от Клетской до Трёхостровской и имела в своём составе девять дивизий. Знакомство с подчинёнными Павел Иванович начал с посещения передовых позиций, расположенных на Клетском плацдарме. Для проверки боевых порядков и изучения своих войск почти весь последующий месяц посещал батальоны первого эшелона. 22 октября 1942 года 4-я танковая армия была преобразована в 65-ю армию.
Во второй половине октября Юго-Западный, Донской и Сталинградский фронты приступили к подготовке операции по окружению 6-й армии противника, воевавшей в Сталинграде. В полосе Донского фронта 65-й армии отводилась главная роль. Ей предстояло, наступая с Клетского плацдарма, прорвать немецкую оборону, выйти в район Песковатки и охватить с юго-запада сиротинскую группировку противника. Тем самым 65-я армия должна была прикрыть от возможного контрудара левый фланг 21-й армии соседнего Юго-Западного фронта, наносящего главный удар всей операции.
В ходе подготовки операции Батов добивался чёткого и ясного понимания каждым командиром своей задачи в предстоящей операции, способов взаимодействия с соседями, артиллерией, танками, пехотой. Также в практику работы был введён способ отработки деталей предстоящей операции на ящике с песком, который представлял собой макет местности с нанесёнными условными знаками тактической обстановки.
19 ноября 1942 года войска в составе Донского и Юго-Западного фронтов перешли в наступление. К исходу первого дня наступления 65-я армия продвинулась вперёд на 5-8 км, но не смогла полностью прорвать первую полосу обороны противника. Чтобы увеличить темп наступления, Батов решил из всех танков, имеющихся в армии и нескольких стрелковых подразделений на машинах, создать подвижную ударную группу. Расчёт командарма полностью оправдал себя. За первые же сутки подвижный отряд продвинулся вглубь немецкой обороны на 23 километра. Почувствовав угрозу охвата, противник ослабил сопротивление в полосе наступления армии, чем воспользовались ударные дивизии РККА и, овладев рядом крупных узлов сопротивления противника, стали быстрее наступать, чему способствовала и подвижная группа, нанося противнику удары во фланг и тыл. Для более оперативного управления войсками командующий армией почти всё время с 20 по 23 ноября с небольшой группой офицеров проводил в частях, ведущих бои.
Тем временем соседняя 24-я армия, перед которой стояла задача перерезать пути отступления противника на восточный берег Дона, действовала неудачно. Встретив упорное сопротивление, армия не смогла прорвать оборону противника, после чего втянулась в тяжёлые бои. Учитывая это, а также успешное наступление 65-й армии, командующий фронтом Рокоссовский скорректировал план операции и задачу по овладению Вертячим поставил перед 65-й армией, которая с 24 по 27 ноября, несмотря на сильное сопротивление и контратаки противника, продвинулась ещё на 25-40 км и вышла к Дону, а в боях с 28 по 30 ноября овладела Вертячим.
В январе 1943 года 65-я армия под командованием П. И. Батова в составе Донского фронта принимала участие в ходе операции по уничтожению окружённой немецкой группировки.

#### Центральный фронт
Вскоре после завершения Сталинградской битвы Донской фронт был упразднён, и на его основе северо-западнее Курска был образован Центральный фронт, штаб которого разместился в Ельце, куда 18 февраля сюда же прибыло и управление 65-й армии. Здесь перед Батовым была поставлена задача в короткие сроки в условиях зимнего бездорожья собрать войска, многие из которых находились на пути к месту сосредоточения, и подготовить их к предстоящему наступлению.
С февраля по март 1943 года армия совместно с другими войсками фронта провела Севскую наступательную операцию на северном направлении, в ходе которой продвинулась на 30—60 километров. Во время Курской битвы 65-я армия вела оборонительные действия на выступе против 20-го армейского корпуса в районе Севска.

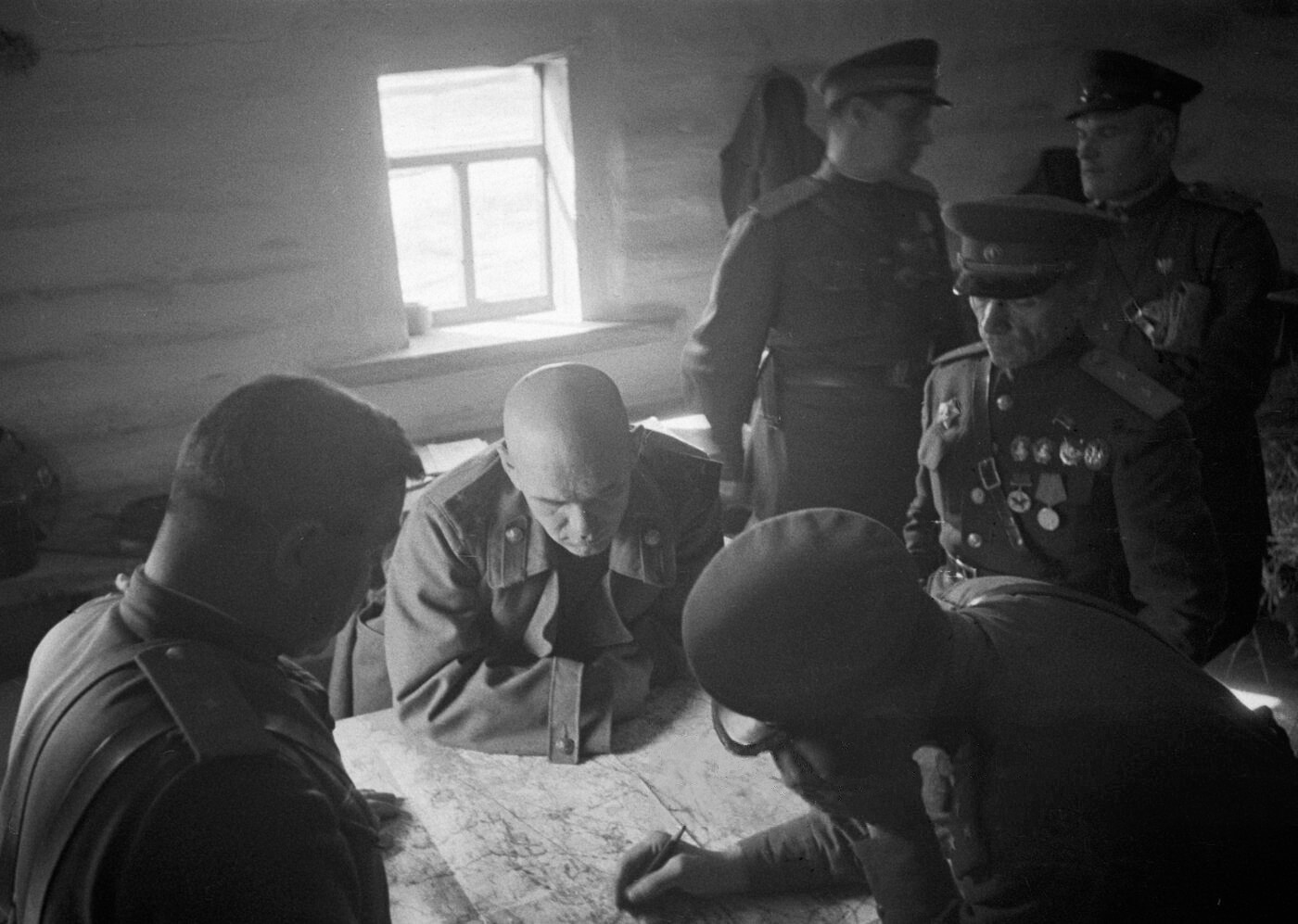
Батов с офицерами на командном пункте во время Черниговско-Припятской операции

С 26 августа по 30 сентября в составе Центрального фронта 65-я армия под командованием П. И. Батова принимала участие в ходе Черниговско-Припятской операции, в том числе в прорыве немецкой обороны в районе Севска и в форсировании реки Десны, в освобождении Новгород-Северского, пройдя с боями в ходе наступления за месяц около 300 километров и к 30 сентября выйдя к среднему течению Днепра в районе Лоева.
Павел Иванович Батов стал готовить войска к форсированию Днепра, используя нештатные и штатные средства переправы. 15 октября 1943 года к 10 часам после мощной артиллерийской подготовки 4 батальона захватили плацдарм на правом берегу реки, после чего удерживали его весь день. Ночью по наведённым переправам стали переходить соединения армии. Развернулись жаркие бои за расширение плацдарма и к 27 октября 65-я армия расширила его по фронту на 35 и в глубину на 20 километров.
В битве за Днепр армия понесла значительные потери в личном и командном составе. Павел Иванович Батов решил 100 лучших Героев Советского Союза направить на армейские курсы младших лейтенантов.

#### 2-й Белорусский фронт
Армия под командованием Батова принимала участие в ходе Калинковичско-Мозырской операции и в операции «Багратион», а затем — в Висло-Одерской, Млавско-Эльбингской, Восточно-Прусской, Восточно-Померанской и Берлинской наступательных операциях.
Последний залп по врагу в полосе 65-й армии был сделан залпами «Катюш» по гарнизону на острове Рюген.
Второй медалью «Золотая Звезда» генерал-полковник Павел Иванович Батов был награждён 2 июня 1945 года за образцовое руководство войсками в Белорусской операции, при форсировании р. Вислы, штурме Данцига и овладении Штеттином.

### Послевоенная карьера

Командующий армией П. И. Батов на параде Победы, 1945 год.

После войны был назначен на должность командующего 7-й механизированной армией, а в октябре 1946 года — на должность командира 7-й отдельной танковой дивизии, а вскоре был направлен на учёбу на Высшие академические курсы при Высшей Военной академии имени К. Е. Ворошилова, по окончании которых в марте 1950 года был назначен на должность командующего 11-й гвардейской армией, в июне 1954 года — на должность первого заместителя главнокомандующего Группой советских войск в Германии, в марте 1955 года — на должность командующего войсками Прикарпатского военного округа, а в апреле 1958 года — на должность командующего войсками Прибалтийского военного округа.
Генерал армии Павел Иванович Батов в ноябре 1959 года был назначен на должность старшего военного советника в Народно-Освободительной армии Китая, в январе 1961 года — на должность военного инспектора-советника Группы генеральных инспекторов Министерства обороны СССР, в августе того же года — на должность командующего Южной группы войск, в сентябре 1962 года — на должность первого заместителя начальника Генерального штаба Вооружённых Сил СССР — начальника штаба Объединённых Вооружённых сил государств — участников Варшавского Договора, в октябре 1965 года — вновь на должность военного инспектора-советника Группы генеральных инспекторов Министерства обороны СССР, а в 1970 году — на должность председателя Советского комитета ветеранов войны.
Жил в Москве по адресам: Большой Ржевский переулок, дом 11 (1961—1971); переулок Сивцев Вражек, дом 9 (1971—1985).
Генерал армии Павел Иванович Батов умер 19 апреля 1985 года в Москве. Похоронен на Новодевичьем кладбище (участок 7).

## Семья
Жёны:
- Батова (Бацкевич) Юлия Семёновна.
  - Общие дети — дочери Маргарита и Галина.
- Батова Нина Фёдоровна, ветеран Великой Отечественной войны, участница Сталинградской битвы[19][20].
  - Общие дети — дочери Наталья и Елена[21].

## Воинские звания
- Рядовой (1915)
- Младший унтер-офицер (1917)
- Полковник (22.12.1935)
- Комбриг (08.08.1937)
- Комдив (04.11.1939)
- Генерал-лейтенант (04.06.1940)
- Генерал-полковник (29.06.1944)
- Генерал армии (10.03.1955)

## Награды

### Награды СССР
- Две медали «Золотая звезда» Героя Советского Союза (30.10.1943; 02.06.1945);
- Восемь орденов Ленина (04.07.1937; 21.03.1940; 30.10.1943; 21.02.1945; 31.05.1957; 31.05.1967; 31.05.1977; 31.05.1982);
- Орден Октябрьской Революции (31.05.1972);
- Три ордена Красного Знамени (03.01.1937; 03.11.1944; 20.06.1949);
- Три ордена Суворова I степени (28.01.1943; 16.09.1943; 10.04.1945);
- Орден Кутузова I степени (23.07.1944);
- Орден Богдана Хмельницкого I степени (18.12.1956);
- Орден Отечественной войны I степени (11.03.1985);
- Орден «За службу Родине в Вооружённых Силах СССР» III степени (30.04.1975);
- Орден «Знак Почёта» (14.05.1936);
- Медали СССР;
- Почётное оружие с золотым изображением Государственного герба СССР (22.02.1968).

### Награды Российской империи
- Георгиевский крест III степени
- Георгиевский крест IV степени
- Георгиевская медаль III степени
- Георгиевская медаль IV степени

### Иностранные награды
- Рыцарь-Командор Ордена Британской Империи (Великобритания, 10.05.1944)[22];
- Орден «Звезда дружбы народов» (ГДР, 1.06.1977);
- Боевой орден «За заслуги перед народом и Отечеством» в золоте (ГДР, 8.05.1975);
- Орден Virtuti Militari степени командора (ПНР, 6.04.1946);
- Орден «Крест Грюнвальда» II класса (ПНР, 6.04.1946);
- Орден Возрождения Польши (ПНР, 6.10.1973);
- Два ордена Народной Республики Болгария II степени (НРБ, 14.09.1974, …);
- Орден Тудора Владимиреску I класса (Румыния);
- Орден Знамени III класса (Венгрия, 4.04.1985);
- Орден Красного Знамени (Венгрия, 1970);
- Орден Сухэ-Батора (МНР);
- Орден Красного Знамени (МНР, 6.07.1971);
- Медаль «За участие в боях за Берлин» (ПНР);
- Медаль «За Варшаву 1939—1945» (ПНР);
- Медаль «Победы и Свободы» (ПНР);
- Медаль «Братство по оружию» в золоте (ГДР);
- Медаль «30-я годовщина образования ГДР» (ГДР);
- Медаль «За Одру, Нису и Балтику» (ПНР);
- Медаль «90 лет со дня рождения Георгия Димитрова» (НРБ);
- Медаль «100 лет со дня рождения Георгия Димитрова» (НРБ);
- Медаль «100 лет Освобождения Болгарии от османского рабства» (НРБ);
- Медаль «20 лет Болгарской народной армии» (НРБ, 1964);
- Медаль «1300 лет Болгарии» (НРБ, 1982);
- Медаль «За укрепление дружбы по оружию» в золоте (ЧССР);
- Медаль «30 лет Халхин-Гольской Победы» (МНР, 1969);
- Медаль «30 лет Победы над милитаристской Японией» (МНР, 1975);
- Медаль «50 лет Монгольской Народной Армии» (МНР, 1971);
- Медаль «50 лет Монгольской Народной Революции» (МНР, 1971);
- Медаль «40 лет Халхин-Гольской Победы» (МНР, 1971);
- Медаль «60 лет Вооруженным силам МНР» (МНР, 1981);
- Медаль «20-я годовщина Революционных Вооруженных сил Кубы» (Куба, 1976)

## Почётные звания
Почётный гражданин Ярославской области (1983), Рыбинска (1972), Калача-на-Дону (1972), Железногорска (1981), Новгорода-Северского, Бобруйска (1984), Лоева, Речицы (1967), Калинковичей (1984), Почётный гражданин Светлогорска (Светлогорск, 1984), Озёрков. Также был почётным гражданином Гданьска и Щецина, но лишён этих званий новыми польскими властями после 1989 года.

## Память

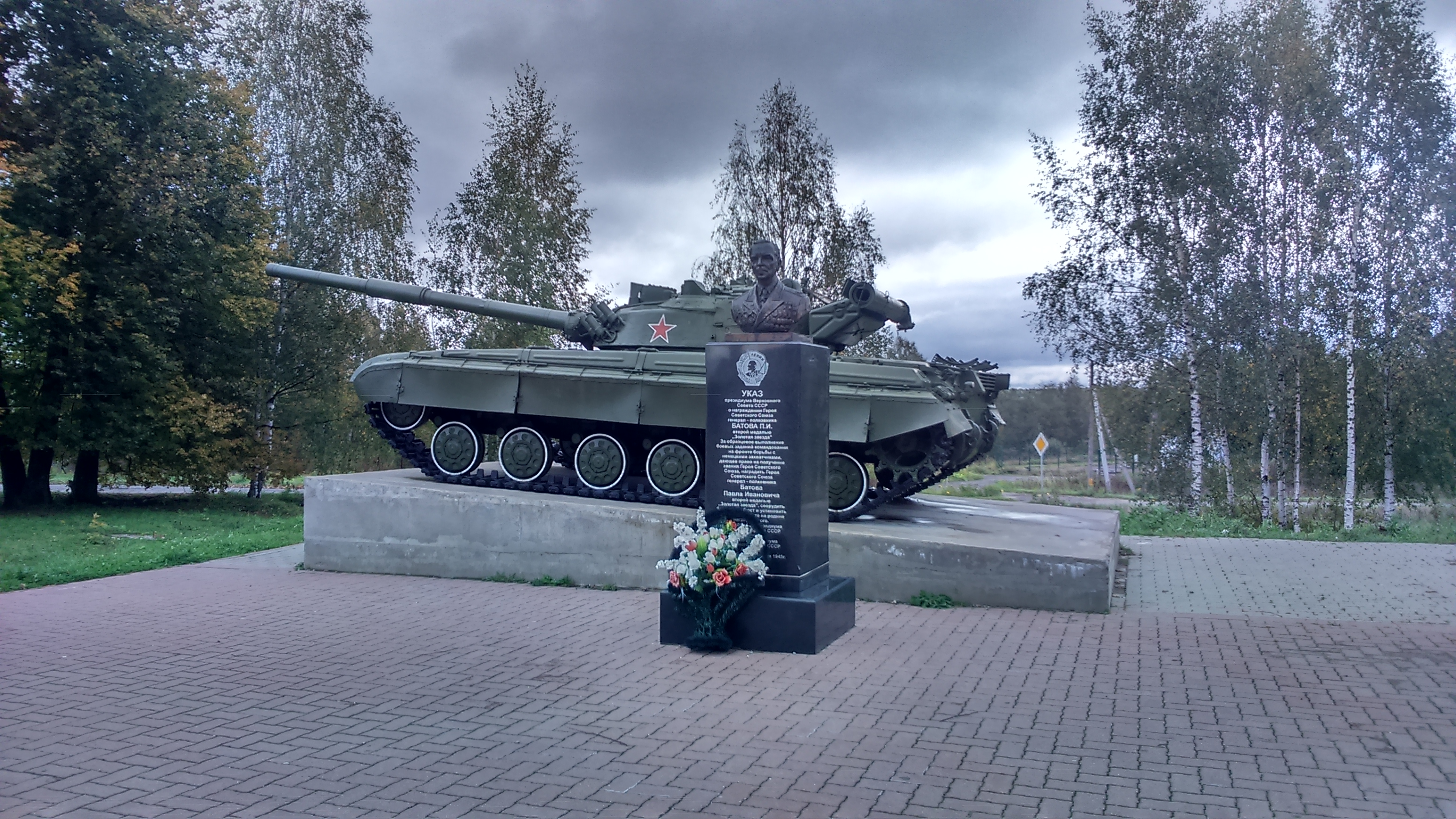
с. Сретенье

- Именем П. И. Батова названы проспект и улица в Рыбинске[25], а также улицы в Брянске, Севске, Ярославле, Волгограде, Бобруйске, Донецке, Макеевке, Пружанах, Светлогорске, Лоеве, Хоминке (Лоевский район), Калинковичах, Речице[26], Железногорске, Хотынце.
- Бронзовый бюст по статусу дважды Героя Советского Союза должен был устанавливаться прижизненно на родине Героя, однако был установлен в районном центре — Рыбинске, в котором за время существования сменил несколько мест. В настоящее время находится на Мемориальном комплексе «Огонь славы».
- Бюсты П. И. Батова установлены в Гомеле и в его родной деревне Фелисово (2015).
- Бюст дважды Героя Советского Союза командарма П. И. Батова в Лоеве (2005). Установлен к 500-летию Лоева на мемориальной площадке боевой техники на берегу Днепра.
- В Музее битвы за Днепр экспонируются личные вещи генерал-лейтенанта П. И. Батова (Беларусь, Лоев).

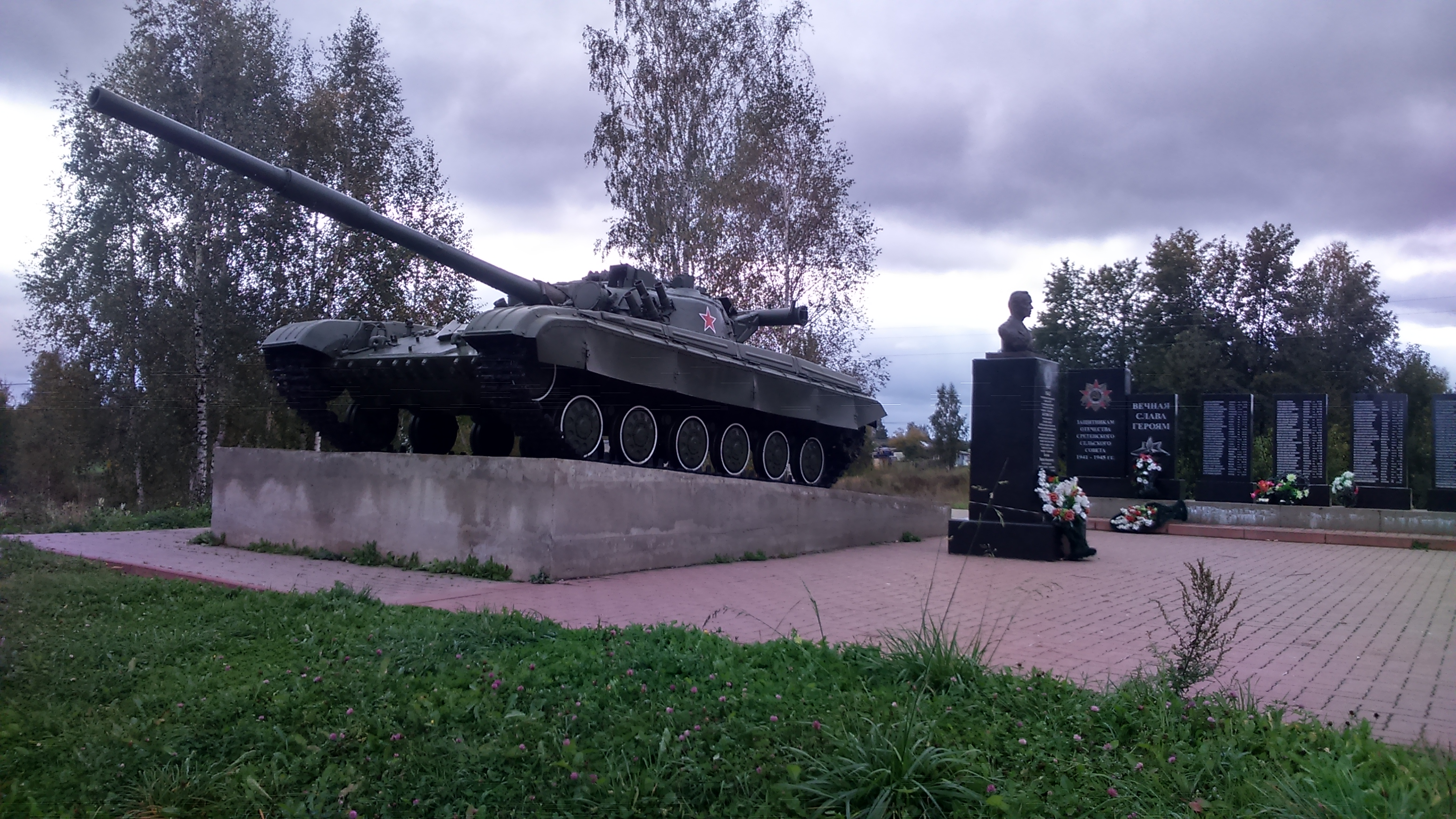
с. Сретенье

- с. СретеньеВ 1987 году в его честь назван рыболовный траулер БАТМ «Павел Батов».
- Его имя носят школа № 390 в Москве[18], школа № 20 в Рыбинске[27], школа № 35 в Бобруйске[28], школа № 4 в городе Слониме[29]. Одни из экспозиций в школьных музеях посвящены П. И. Батову.
- На фасаде дома 9 по переулку Сивцев Вражек, где П. И. Батов жил последние годы, в 2002 году была установлена мемориальная доска[18].
- Мурал, посвящённый Герою, на здании № 57 на бульваре Приберезинском в г. Бобруйске (2025).

## Отзывы
… я не могу не сказать хотя бы несколько добрых слов в адрес опытнейшего боевого командарма, великолепнейшей души и скромности человека, каким был и остаётся Павел Иванович Батов.
— Василевский А. М. Дело всей жизни. — 2-е изд., доп. — М.: Издательство политической литературы, 1975. — С. 259–260.

## Сочинения
- Батов П. И. Надёжный щит. — М., 1965. — 48 с.
- Батов П. И. Операция «Одер». — М., 1965. — 143 с.
- Батов П. И. Перекоп, 1941. Симферополь. — М., 1970. — 168 с.
- Батов П. И. По дорогам славы отцов. — М., 1972. — 97 с.
- Батов П. И. В походах и боях. — 3-е изд. — М.: Воениздат, 1974.
- Батов П. И. Форсирование рек, 1942—1945 гг. — М., 1989. — 160 с.
- Батов П. И. Между Доном и Волгой. // Битва за Сталинград.4-е издание. — Волгоград: Нижне-Волжское книжное издательство, 1973. — С. 422—447.
- Батов П. И. Сражение за Наревский плацдарм // Военно-исторический журнал. — 1974. — № 10. — С. 61—90.
- Батов П. И. Генерал армии М. С. Малинин (К 80-летию со дня рождения) // Военно-исторический журнал. — 1979. — № 12. — С. 88—90.
- Батов П. И. К 40-летию Восточно-Померанской операции // Военно-исторический журнал. — 1985. — № 2. — С. 14—20.